# Malenka, la nipote del vampiro
Malenka, la nipote del vampiro (Malenka) è un film del 1969 diretto da Amando de Ossorio. La pellicola è anche nota con il titolo alternativo La nipote del vampiro.

## Trama
Silvia, una fotomodella di Roma, scopre di avere ereditato un castello in Spagna e parte quindi per il paese iberico. Al suo arrivo incontra uno strano zio: il Conte Walbrooke che, vedendola, la paragona a Malenka, una strega bruciata viva molti anni prima. Turbata, Silvia viene ancor più sconvolta dall'incontro con la vampira Blinka. In preda al terrore, la ragazza chiama il fidanzato Piero, che fa lo psicologo, ma al suo arrivo la situazione si complicherà ulteriormente.

## Collegamenti ad altre pellicole
Le musiche di Carlo Savina saranno riprese dallo stesso autore nel film La notte dei dannati di Filippo Walter Ratti.